# Lamborghini Terzo Millennio
Der Lamborghini Terzo Millennio (italienisch für Drittes Jahrtausend) ist ein elektrisches Konzeptfahrzeug ohne Antrieb, das vom italienischen Automobilhersteller Lamborghini in Zusammenarbeit mit dem Massachusetts Institute of Technology (MIT) entwickelt wurde. Es ist das erste Produkt einer dreijährigen Partnerschaft zwischen den beiden Institutionen im Wert von 100.000.000 Pfund Sterling. Der Terzo Millennio wurde im November 2017 auf der EmTech-Konferenz in Cambridge, Massachusetts, USA, vorgestellt.

## Übersicht

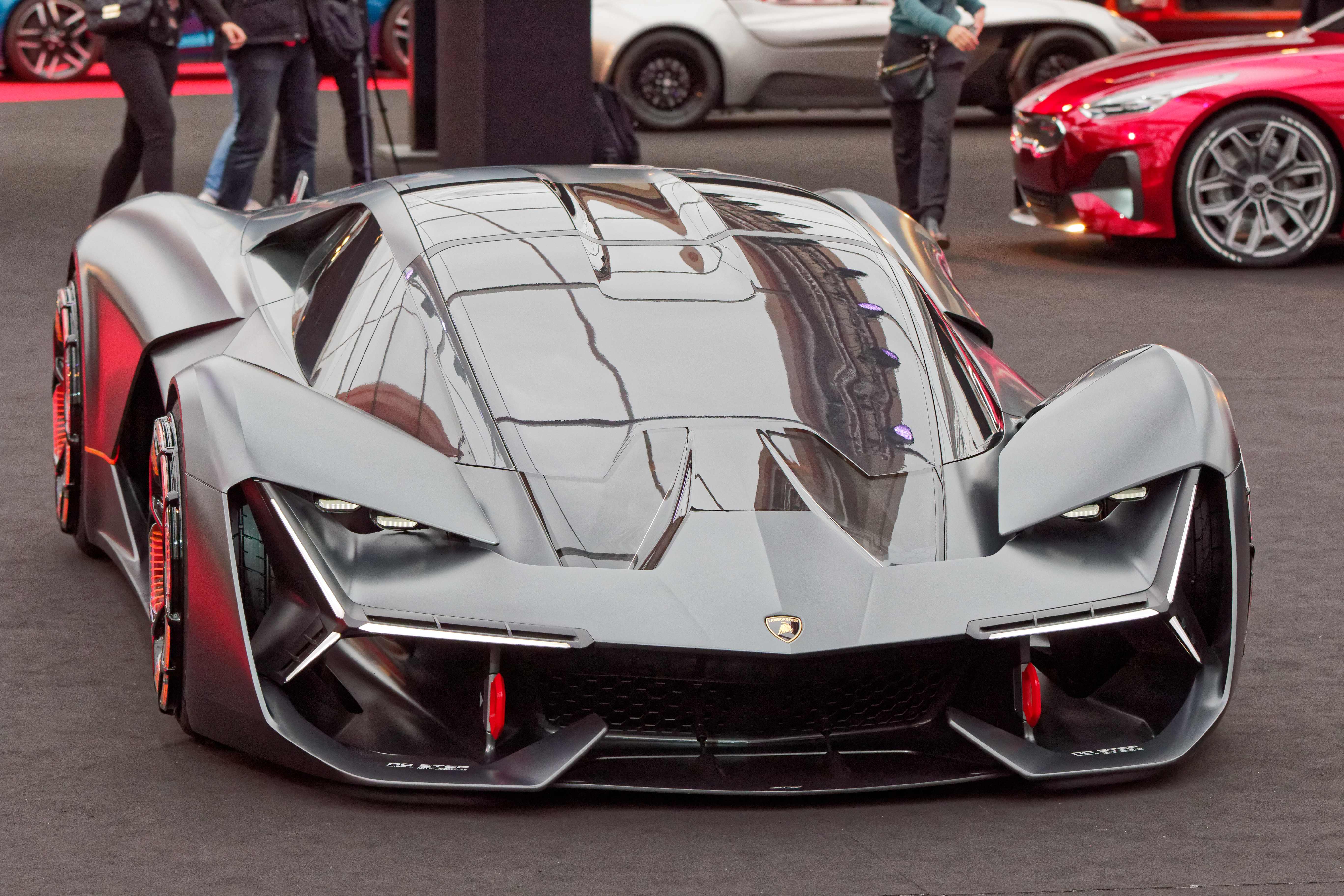
Frontansicht

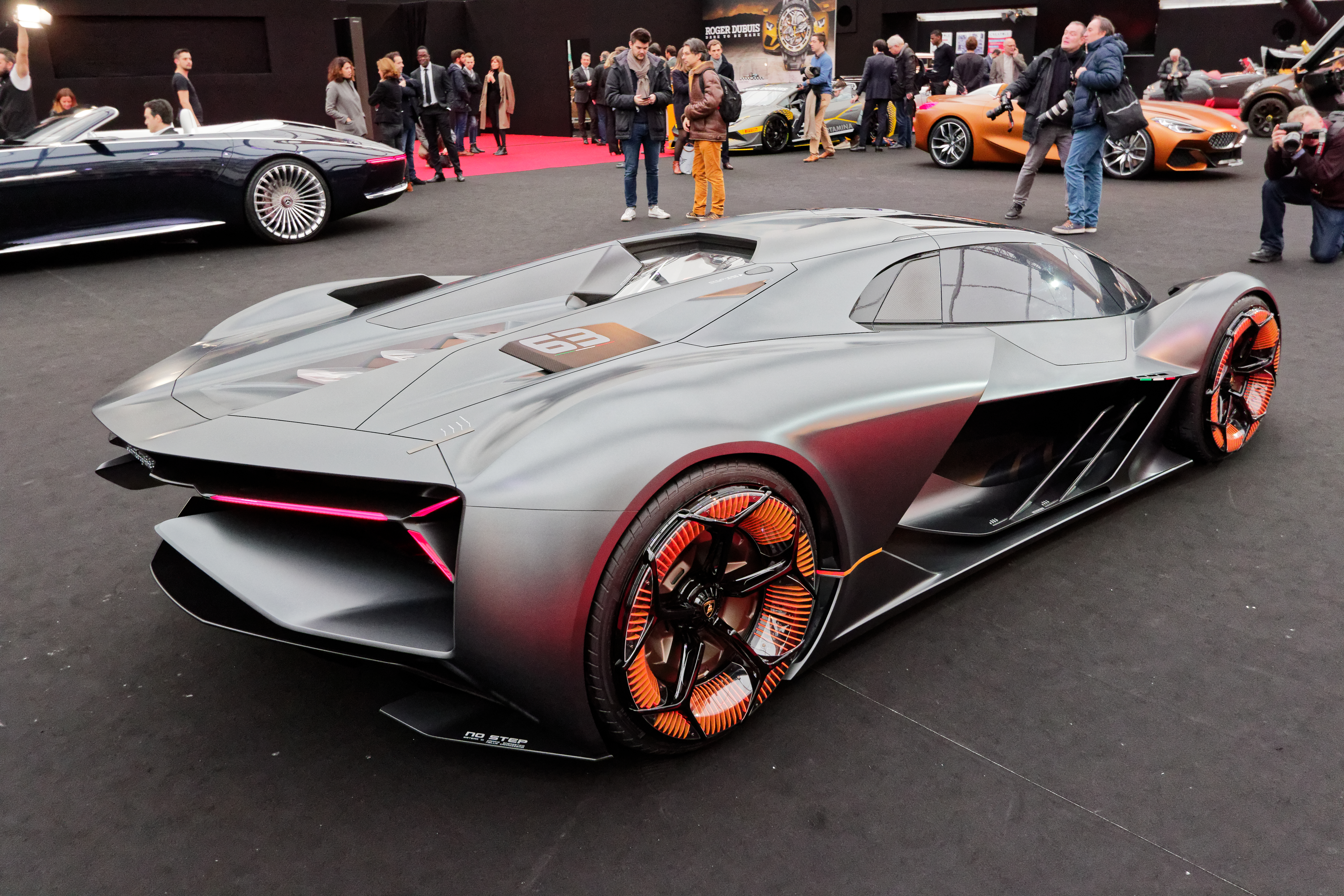
Rückansicht

Das Design des Terzo Millennio gilt als Teil der „Gandini-Linie“ und ist das Ergebnis von Lamborghini-Chefdesigner Mitja Borkert und der Centro-Stile-Abteilung des Unternehmens. Die Fahrzeugtechnologie wurde von Ingenieuren von Lamborghini sowie von Professoren und Studenten zweier Laboratorien des MIT entwickelt.

## Fahrzeuginformationen
Beim Konzept des Terzo Millennio kommen Superkondensatoren mit hoher Kapazität zum Einsatz. Diese können gleichzeitig Energie speichern und freisetzen, ohne auf chemische Reaktionen angewiesen zu sein. Jedes Rad, dessen Felgen im Bereich des Acrylglases orange leuchten, würde einen Elektromotor beinhalten, wodurch das Drehmoment individuell gesteuert werden könnte. Die Verlagerung der Elektromotoren in die Räder erlaubte den Designer und Aerodynamiker viel mehr Freiheiten.
Gemäß Lamborghini soll der Terzo Millennio über ein autonomes Fahrsystem verfügen und in der Lage sein, seinen Zustand ständig zu überwachen, um Risse und Schäden an seiner Struktur festzustellen. Die Idee wäre eine Art der Selbstreparatur mittels Mikrokanälen, die mit den nötigen Substanzen für die Reparatur der Karbonstruktur gefüllt wären.